# Прохоров Олександр Володимирович
Олекса́ндр Володи́мирович Про́хоров (рос. Александр Владимирович Прохоров, нар. 18 червня 1946, Берестя — пом. 7 січня 2005, Москва) — радянський футболіст, воротар. По завершенні ігрової кар'єри — футбольний тренер.
Як гравець насамперед відомий виступами за клуби «Спартак» (Москва), а також національну збірну СРСР.

## Клубна кар'єра
У дорослому футболі дебютував 1965 року виступами за «Неман» (Гродно), в якій провів один сезон, взявши участь у 29 матчах чемпіонату.
Згодом грав у складі «Динамо» (Мінськ), «Металурга» (Запоріжжя) та «Динамо» (Київ), проте в жодному з клубів надовго не затримався.
Своєю грою за останню команду привернув увагу представників тренерського штабу клубу «Спартак» (Москва), до складу якого приєднався 1972 року. Відіграв за московських спартаківців наступні чотири сезони своєї ігрової кар'єри. У першому сезоні в московському клубі був переважно дублером Юрія Дарвіна, а з 1973 року став основним голкіпером клубу. Відзначався досить високою надійністю, пропускаючи в іграх чемпіонату в середньому менше одного голу за матч, за що 1974 та 1975 року визнавався журналом «Огоньок» найкращим воротарем СРСР..
Протягом 1976 року недовго знову виступав за «Динамо» (Київ), але того ж року повернувся назад до «Спартака» (Москва). Цього разу провів у складі його команди три сезони. Граючи у складі московського «Спартака» також здебільшого виходив на поле в основному складі команди.
Завершив професійну ігрову кар'єру у нижчоліговому клубі «Червона Пресня», за яку виступав протягом 1978 року.

## Виступи за збірну
1976 року провів у складі національної збірної СРСР три матчі, в яких пропустив три голи.
Крім того брав участь в літніх Олімпійських іграх 1976 року у місті Монреаль (Канада), на яких разом зі збірною дійшов до півфіналу і став бронзовим призером змагань.

## Кар'єра тренера
Розпочав тренерську кар'єру невдовзі по завершенні кар'єри гравця, 1979 року, очоливши тренерський штаб клубу «Авангард» (Петропавловськ).
В подальшому очолював команди «Меліоратор» та «Шахтар» (Караганда).
Останнім місцем тренерської роботи був клуб «Цілинник», команду якого Олександр Прохоров очолював як головний тренер 1985 року.
Помер 7 січня 2005 року на 59-му році життя у місті Москва.

## Титули і досягнення
- Найкращий воротар СРСР: 1974, 1975
- Бронзовий олімпійський призер: 1976